# Мислова (Тернопільський район)
Мислова́ — село в Україні, у Підволочиській селищній громаді Тернопільського району Тернопільської області. Розташоване на річці Збруч, на сході району. До 2015 адміністративний центр Мисловецької сільської ради.
Від вересня 2015 року ввійшло у склад Підволочиської селищної громади.
Населення — 470 осіб (2001).

## Історія
Поблизу села виявлено археологічні пам'ятки ранньої залізної доби, західноподільської групи скіфського часу та давньоруської культури.
Село було засноване  на лівому березі р. Збруч. Перша писемна згадка — 1463.
Назва села, ймовірно, походить  від слова, що означає мисливські угіддя, мисливський будинок – «мислівка»; за іншим варіантом, від слова «мисло», за словником Грінченка  – біла глина, яку використовували для виготовлення глиняного посуду і яку можна помітити на берегах річки Збруч. Село має досить давню історію та існувало задовго до того як по Збручі стала границя (під час першого розпаду Польщі в 1772 році), адже назва збереглась по обидва боки Збруча.
Місцевість горбиста , рівних площ для сільгоспвиробництва дуже мало, ґрунти – середньо-гумусний чорнозем. На території сільської ради с.Мислова три лісові масиви загальною площею 58 га, ставок, річка. Кількість дворів 170, населення становить 439 чоловік (2010). По національностях: поляків – 0,04%, решта українці.
Під час встановлення ЗУНР («листопадового зриву»), жителі села брали участь у встановленні влади в Підволочиську та вступали в УГА і багато з них загинули в боях та епідемії тифу восени 1919 р – взимку 1920 р.
Згідно з австрійським переписом 1914 р. жителів села нараховувалось 1980 чол., а згідно з переписом 1921 р – 970, тож виходить, що за 7 років лихоліття втрачено більше половини населення.
За часи польської окупації 1920-1939 рр. проводилась гуртування молоді та активних жителів навколо створеної «Просвіти» (згадати можна адвоката Жуковського з с.Дорофіївки в допомозі у її створенні). Оскільки село було на кордоні, діяла комендантська година, без документів заборонялось виходити за межі двору. На всі масові заходи необхідно було брати дозвіл в коменданта в Підволочиську. Були арешти, побої.
В 30-х роках створено товариство «Сокіл», метою якого було виховання молоді в національних традиціях, організовано хор (диригент Целень), ставились вистави.
Наприкінці 30-х молодь вступала в ОУН. Активність молоді з приходом в вересні 1939 року більшовиків знизилась, через небезпеку з боку НКВД та інших органів влади.
Під час німецької окупації члени ОУН збирали зброю, проходили вишкіл. Після відходу фронту на захід в травні 1944 р нашою місцевістю проходила рейдом сотня «Бистрого» - Ярослава Білінського, біля 30-ти хлопців чекали на вістового біля «дубка», але три доби очікування були марними і всі вони були мобілізовані в радянську армію. Лише двоє з них самостійно пішли в «Чорний ліс», де після бою з регулярними військами вернулись. Один з них, Бойчук Ярослав (названа одна з вулиць села), після вишколу поставлений сотенним, а другий, Дацко Олександр після нетривалої роботи в депо, поповнив сотню «Бурого».
У 1990 р відновлено символічну могилу (насипана в 1942 р) полеглим у боротьбі за встановлення незалежної України.
Існуюча церква побудована в 1914 р взамін старенької, дерев’яної каплиці. У 2000 р. церква оновлена всередині, а 2008-2009 рр. впорядковано навколишню територію, замінено купола і дах.
До війни село мало два дзвони. Перед окупацією більшого селяни закопали, меншого (200 кг, вилитий в 1901 році в місті Калуш Івано-Франківської області) забрали німці. 1944 році солдати радянської армії привезли його з Кракова вцілілим. Виявили напис, що він з Мислови. Дзвонив так гарно, що при вітрі було чутно за 5 кілометрів у Підволочиську. Більшого селяни не відкопали, бо забули місце схованки.
У 2007 р дзвін тріснув. У 2008 р привезли до церкви три нові, менші, дзвони, які зайняли всі три ніші дзвіниці. У 2009 р була проведена реставрація в Бучачі. Встановити відреставрованого було ніде, поставили в дзвіниці, запланували добудувати ще одну нішу. 30 травня 2010 р дзвін вкрали.
За 2005-2010 рр церкву обкрадали тричі - гроші, хрести, чашу, старовинний образ, Євангеліє, інші речі.
Діяли «Просвіта», «Січ» та ін. товариства.
12 червня 2020 року, відповідно до розпорядження Кабінету Міністрів України  № 724-р «Про визначення адміністративних центрів та затвердження територій територіальних громад Тернопільської області», увійшло до складу Підволочиської селищної громади.
19 липня 2020 року, в результаті адміністративно-територіальної реформи та ліквідації Підволочиського району, село увійшло до складу новоствореного Тернопільського району.

## Населення

### Мова
Розподіл населення за рідною мовою за даними перепису 2001 року:
| Мова       | Відсоток |
| ---------- | -------- |
| українська | 99,36%   |
| російська  | 0,64%    |

## Пам'ятки
Є церква Введення в храм Пресвятої Богородиці (1914, мурована), «фігура» Божої Матері з малим Ісусом (2001).

Насипана символічна могила УСС, встановлено пам'ятний знак на місці загибелі (1948) вояків УПА.

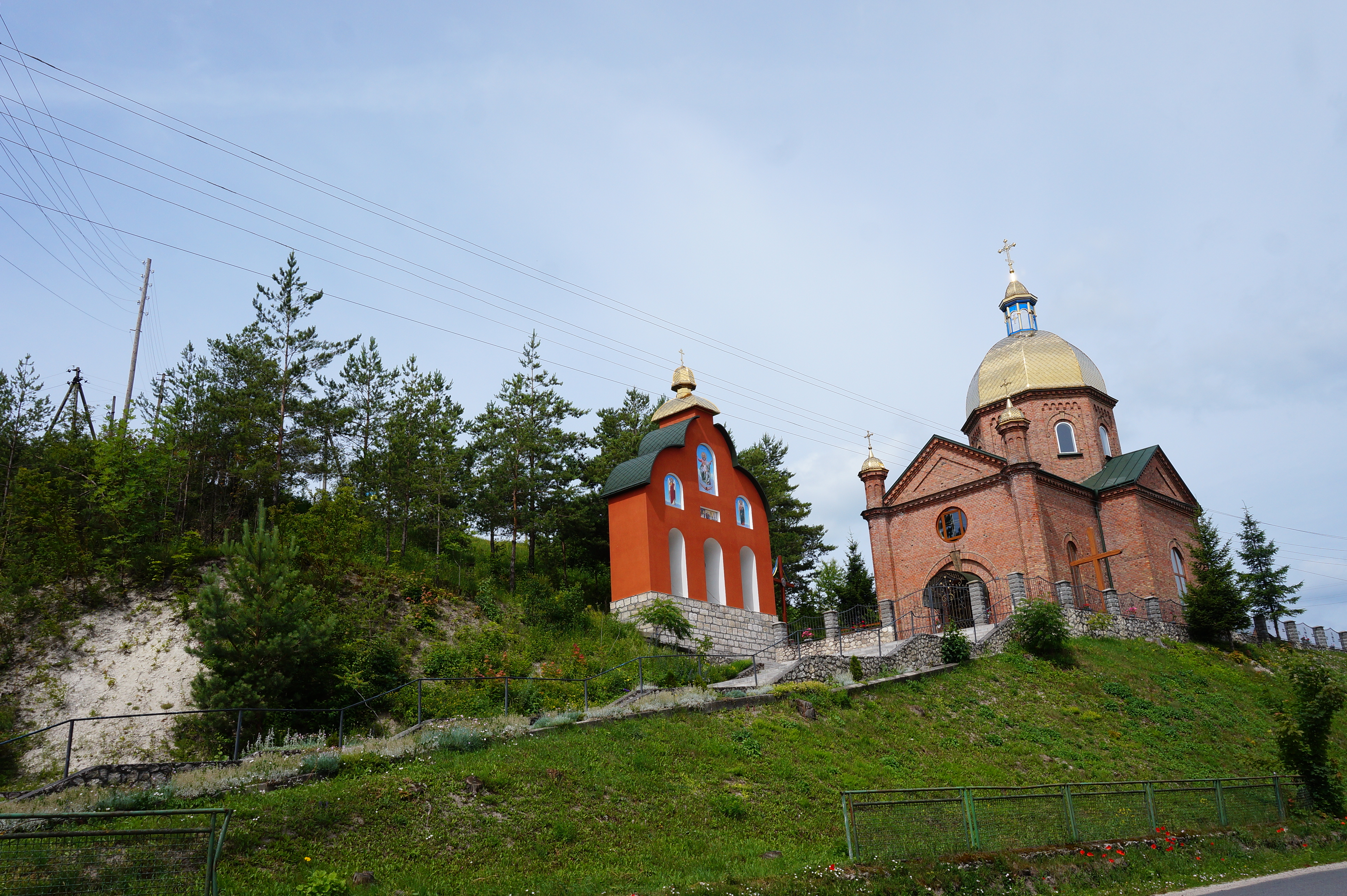
Церква Введення в храм Пречистої, 1910
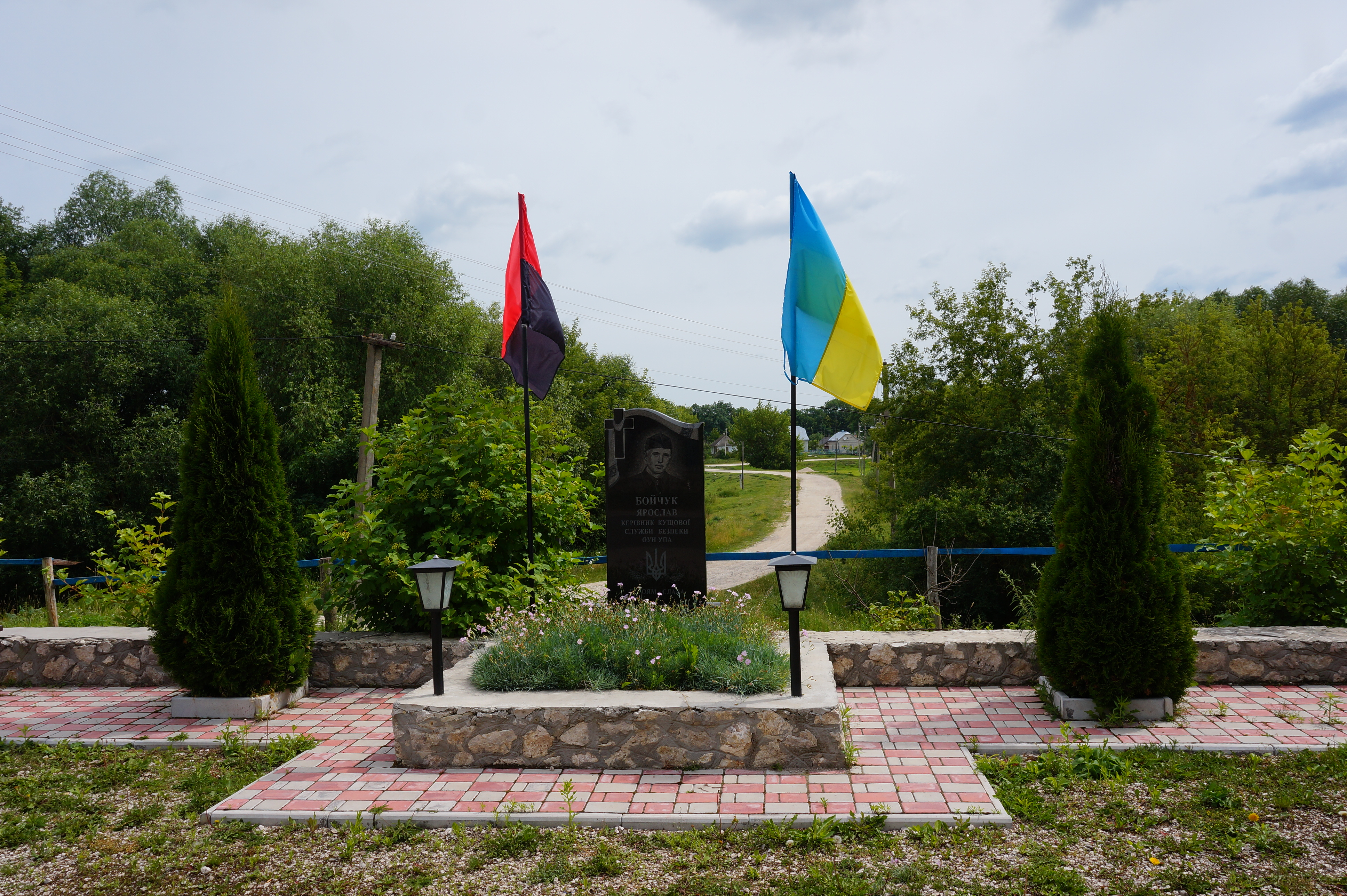
Могила Бойчука Ярослава, керівника кущової служби безпеки УПА.jpg
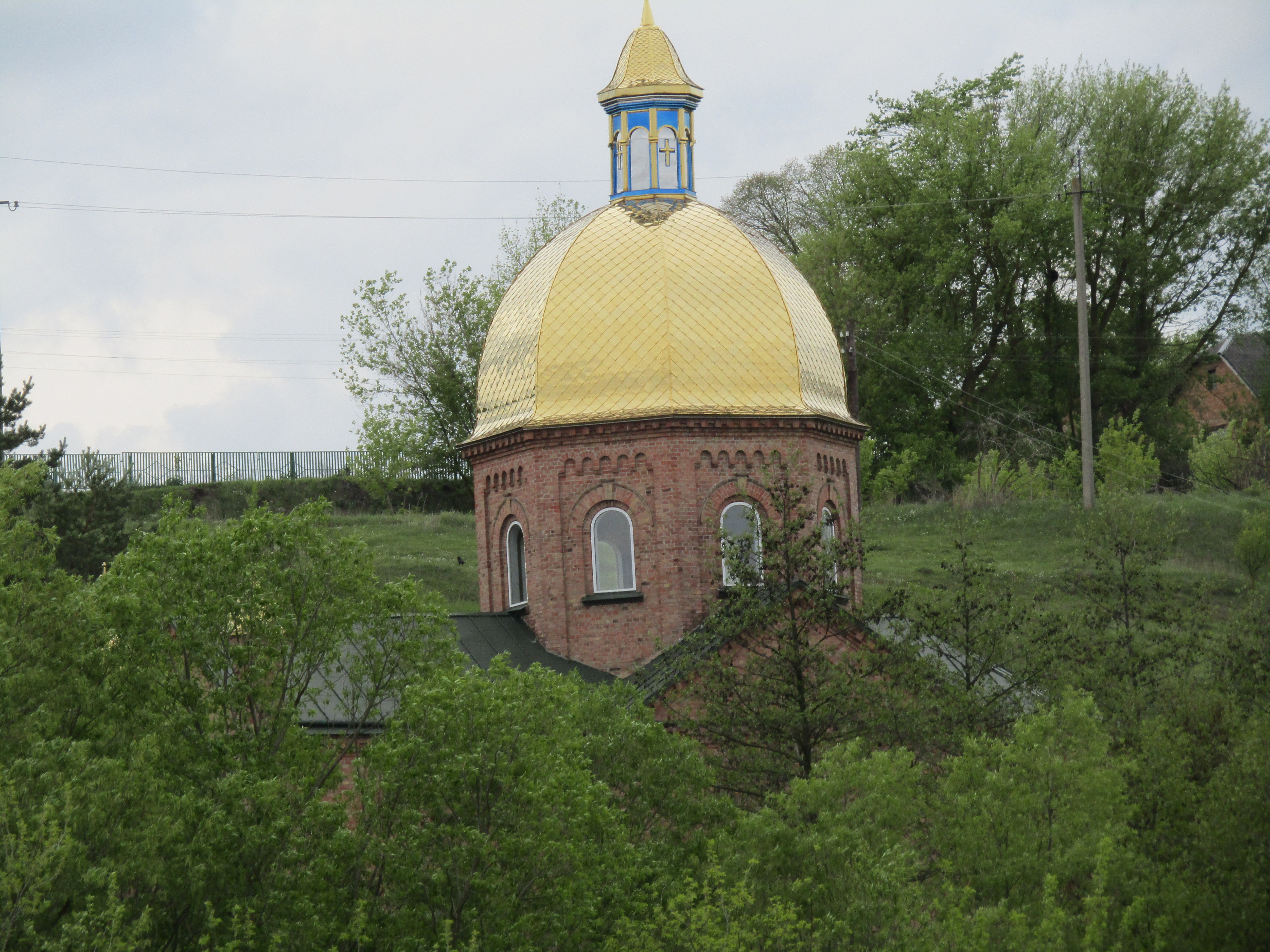
Церква Введення в храм Пречистої
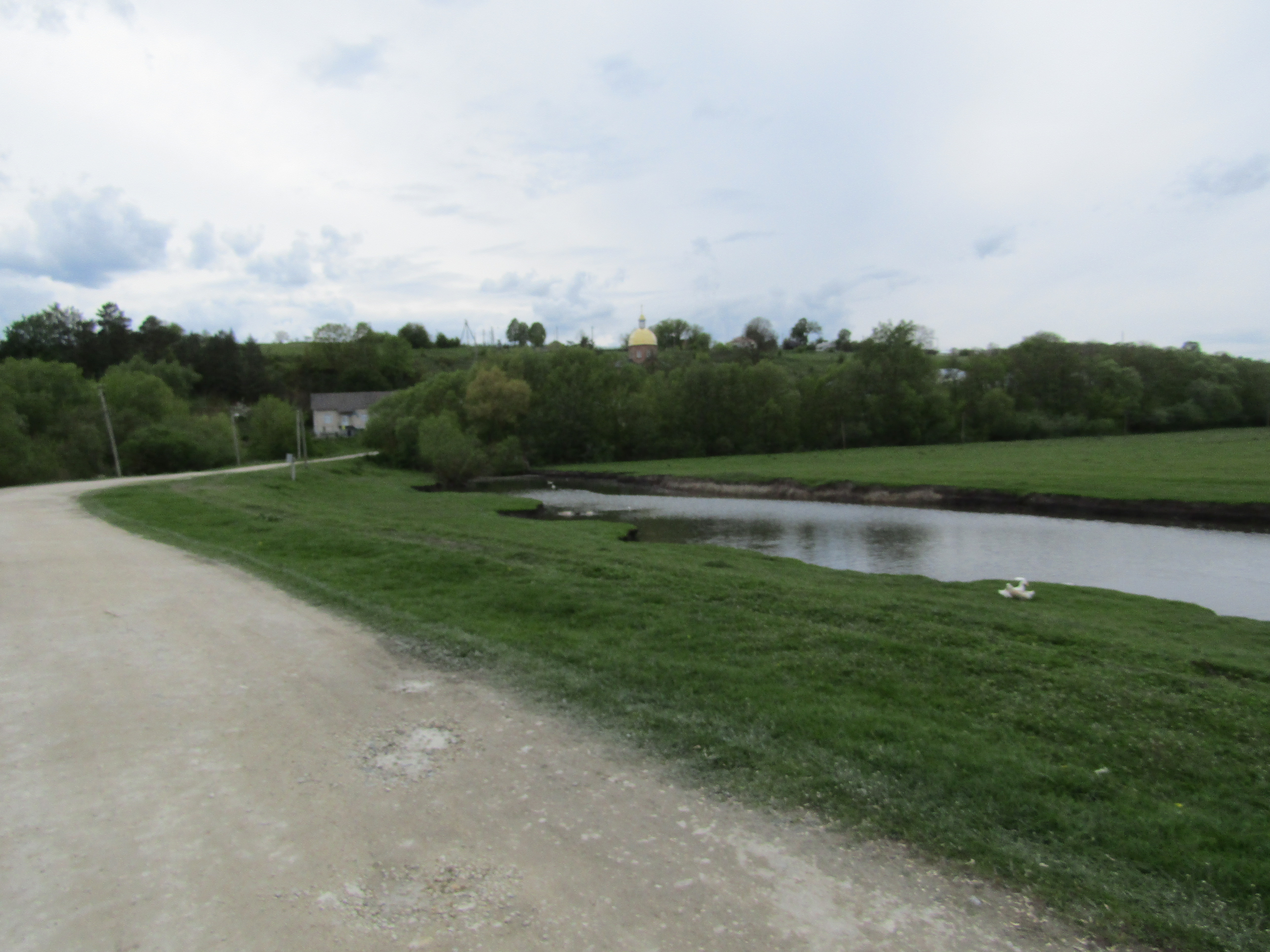
Вигляд села з боку Збруча

## Соціальна сфера
Працюють дитячий садок., клуб, бібліотека.